# 부처손
부처손(학명: Selaginella involvens 셀라기넬라 인볼벤스[*])은 부처손과의 여러해살이풀이다.

## 분포
아시아에 분포한다. 동아시아(러시아 극동, 일본, 중국, 한국), 동남아시아(라오스, 말레이시아, 미얀마, 베트남, 인도네시아 캄보디아, 타이완, 태국), 남아시아(스리랑카, 인도)가 원산지이다.